# Диас, Рафаэль
Рафаэ́ль Сальвадо́р Ди́ас (исп. Raphael Salvador Diaz; род. 9 января 1986, Бар, Цуг) — швейцарский хоккеист, защитник клуба Швейцарской национальной лиги (NLA) «Фрибур-Готтерон». Серебряный призёр чемпионатов мира (2013 и 2018) в составе сборной Швейцарии.

## Карьера

### Клубная карьера
Диас начал свою карьеру в молодёжной команде «Цуга». В сезоне 2003/04 он дебютировал в главной команде в Национальной лиге А. В свой первый сезон Диас провёл 43 игры, в которых дважды отличился. К концу сезона 2010/11 он играл исключительно в NLA за «Цуг», где имел место в основном составе. Благодаря тому, что Рафаэль стал одним из лучших швейцарских защитников 2010 года, с ним был продлён контракт до 2016 года. В контракте был пункт об отъезде игрока в НХЛ, если поступит соответствующее предложение.
В мае 2011 года подписал с «Монреаль Канадиенс» двухлетний контракт, где сразу получил основное место в обороне. 18 октября 2011 года Диас забросил свою первую шайбу в НХЛ, отличившись в домашней игре с «Баффало». В январе 2012 года принял участие в матче молодых звёзд НХЛ, заменив травмированного Адама Ларссона.
В сезоне 2012/13 на период локаута Диас вернулся в свой родной клуб — «Цуг».
В феврале 2014 года в результате обмена перешёл в клуб «Ванкувер Кэнакс».
5 марта 2014 года «Ванкувер» обменял Диаса в «Нью-Йорк Рейнджерс» на выбор в пятом раунде драфта 2015 года.
В январе 2021 года подписал контракт с клубом «Фрибур-Готтерон», начиная с сезона 2021/22.

### Международная карьера
За сборную Швейцарии Диас играл на юниорском чемпионате мира 2004 года, а также на молодёжных чемпионатах мира 2005 и 2006 годов. Кроме того, он был в составе сборной Швейцарии на чемпионатах мира в 2008 и 2011 годах и принял участие в Зимних Олимпийских играх 2010 в Ванкувере.
Капитан сборной Швейцарии на чемпионате мира 2021 года.

## Статистика
| Легенда | Легенда                    | Легенда | Легенда                   | Легенда | Легенда    |
| ------- | -------------------------- | ------- | ------------------------- | ------- | ---------- |
| И       | Количество проведённых игр | Штр     | Штрафное время            | +/−     | Плюс-минус |
| Г       | Голы                       | П       | Голевые передачи          | О       | Очки       |
| -       | Статистика неизвестна      | —       | Статистика не учитывалась |         |            |

## Достижения

### Командные
| Год           | Команда            | Достижение                                                         | Достижение |
| ------------- | ------------------ | ------------------------------------------------------------------ | ---------- |
| Клубные       |                    |                                                                    |            |
| 2003, 2004    | Цуг U20            | Победитель молодёжного чемпионата Швейцарии (2)                    |            |
| 2019          | Цуг                | Обладатель Кубка Швейцарии                                         |            |
| Международные |                    |                                                                    |            |
| 2004          | Швейцария (юниор.) | Победитель Первого дивизиона юниорского чемпионата мира (Группа А) |            |
| 2013, 2018    | Швейцария          | Серебряный призёр чемпионата мира (2)                              |            |

### Личные
| Год  | Команда            | Достижение                       | Достижение |
| ---- | ------------------ | -------------------------------- | ---------- |
| 2012 | Монреаль Канадиенс | Участник Матча молодых звёзд НХЛ |            |

## Личная жизнь
Отец — испанец, мать — швейцарка. Старшая сестра Даниэла (род. 1982) также занималась хоккеем, а затем стала тренером, руководила женской сборной Швейцарии.